# زمین‌لرزه ۱۹۱۴ افیون-بولوادین
زمین‌لرزه افیون-بولوادین  در تاریخ ۳ اکتبر ۱۹۱۴ میلادی، برابر با ‎۱۰ مهر ۱۲۹۳، ساعت ۲۲:۰۶:۳۴ به زمان یوتی‌سی در ترکیه ، منطقه افیون و بولوادین رخ داد. بزرگی آن ۷٫۱ در مقیاس Mw اعلام شده‌است. زمین‌لرزه به وقت محلی در روز یکشنبه، ساعت ۰ روی داده و منطقه زمانی آن یوتی‌سی +۲ بوده‌است (با لحاظ تغییر ساعت تابستانی).
سازمان زمین‌شناسی آمریکا نیز جای این زمین‌لرزه را در مختصات ۳۷°۴۹′شمالی ۳۰°۱۶′شرقی / ۳۷٫۸۲°شمالی ۳۰٫۲۷°شرقی و بزرگی آنرا برابر با ۷ در مقیاس ریشتر اعلام کرده‌است.
شمار کشتگان زلزله حدود ۴۰۰۰ نفر بوده‌است.